# Obidza (przełęcz)
Obidza (938 m) – rozległa przełęcz w głównym grzbiecie Pasma Radziejowej w Beskidzie Sądeckim. Znajduje się pomiędzy Małym Rogaczem (1162 m) a zupełnie niepozornym wierzchołkiem grzbietu o wysokości 943 m. Jest to więc przełęcz bardzo płytka. Znajduje się na obrzeżach lasu. Północno-wschodnie stoki spod przełęczy opadają do doliny potoku Czercz, południowe do doliny Białej Wody, która tutaj pod przełęczą ma swoje źródło. Las zasłania widoki na północną stronę. Południowe rejony przełęczy jednak stanowią trawiaste obszary polany Litawcowej. Dzięki temu stanowią one dobry punkt widokowy. Rozciąga się stąd panorama widokowa na Pieniny i Tatry. Przez przełęcz, wzdłuż granicy lasu prowadzą dwa szlaki turystyczne. Nieco powyżej przełęczy (na zboczach Małego Rogacza) rozdzielają się. Jest tutaj rozrośnięty buk z kapliczką i tabliczkami szlaków turystycznych.
Przez przełęcz Obidza biegnie granica między miejscowościami Jaworki w powiecie nowotarskim i Piwniczna-Zdrój w powiecie nowosądeckim.

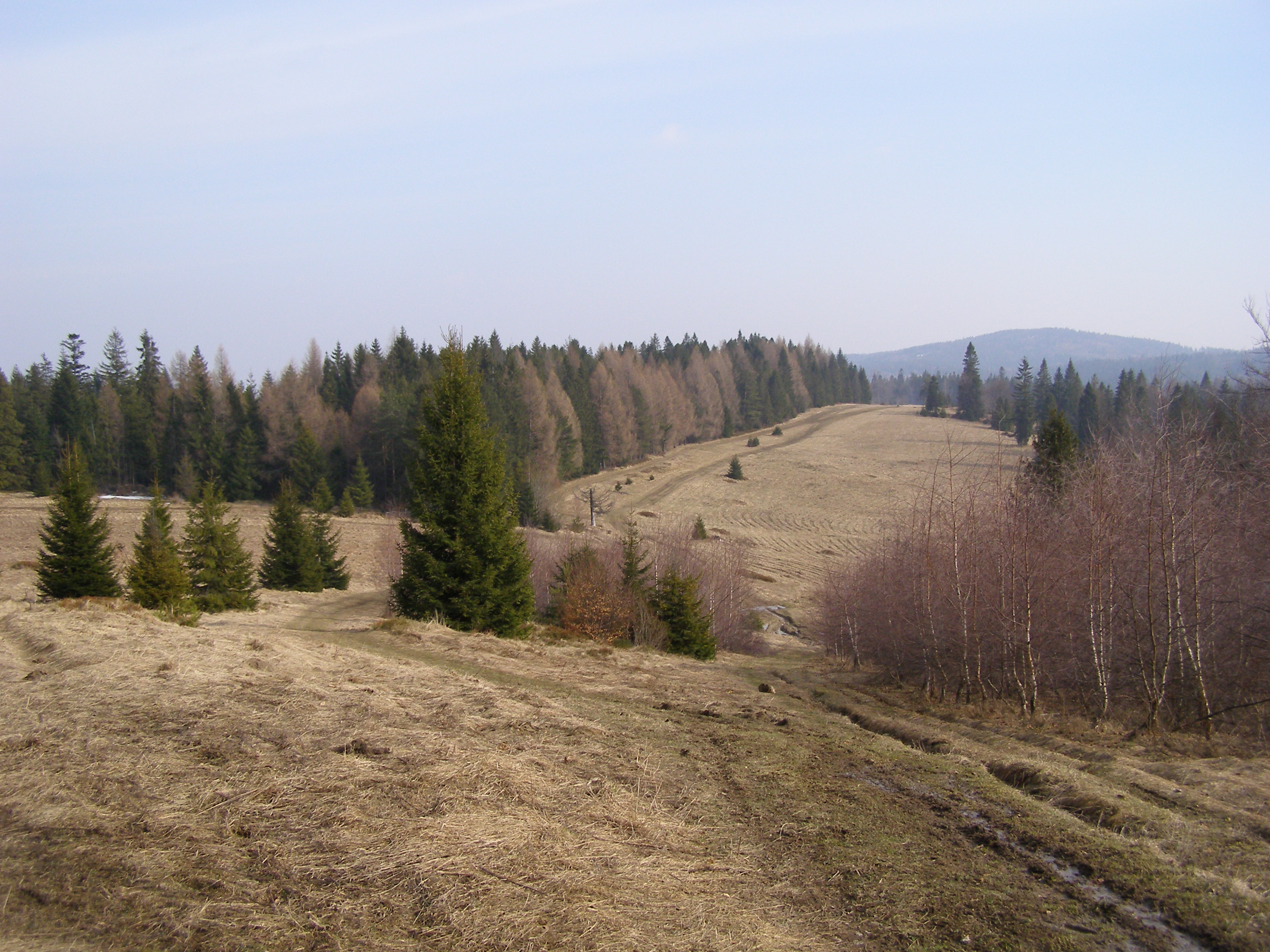
Przełęcz Obidza i polana Litawcowa

## Piesze szlaki turystyczne
czerwony: Piwniczna-Zdrój – Obidza – przełęcz Obidza – Ruski Wierch – dolina Białej Wody – Jaworki
 niebieski, odcinek: przełęcz Rozdziele – Szczob – Obidza – przełęcz Obidza – Mały Rogacz – Wielki Rogacz.